# Irschen
Irschen osztrák község Karintia Spittal an der Drau-i járásában. 2016 januárjában 1999 lakosa volt. 

## Elhelyezkedése

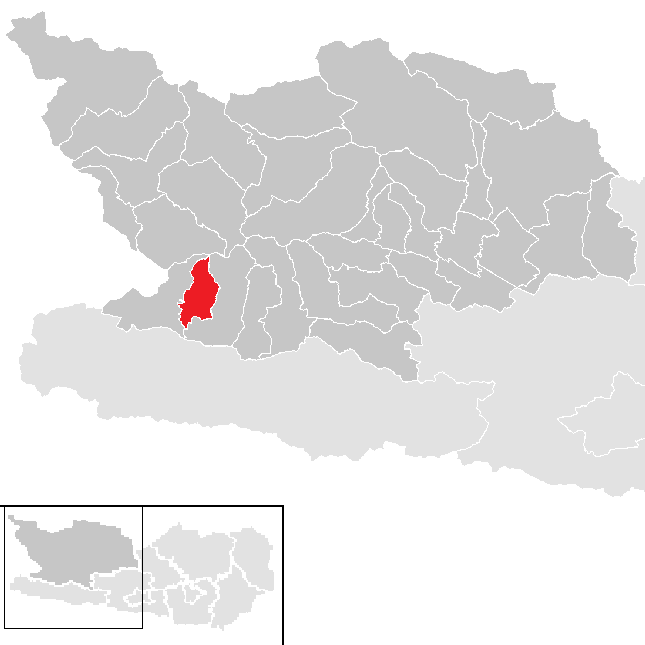
Irschen a Spittali járásban

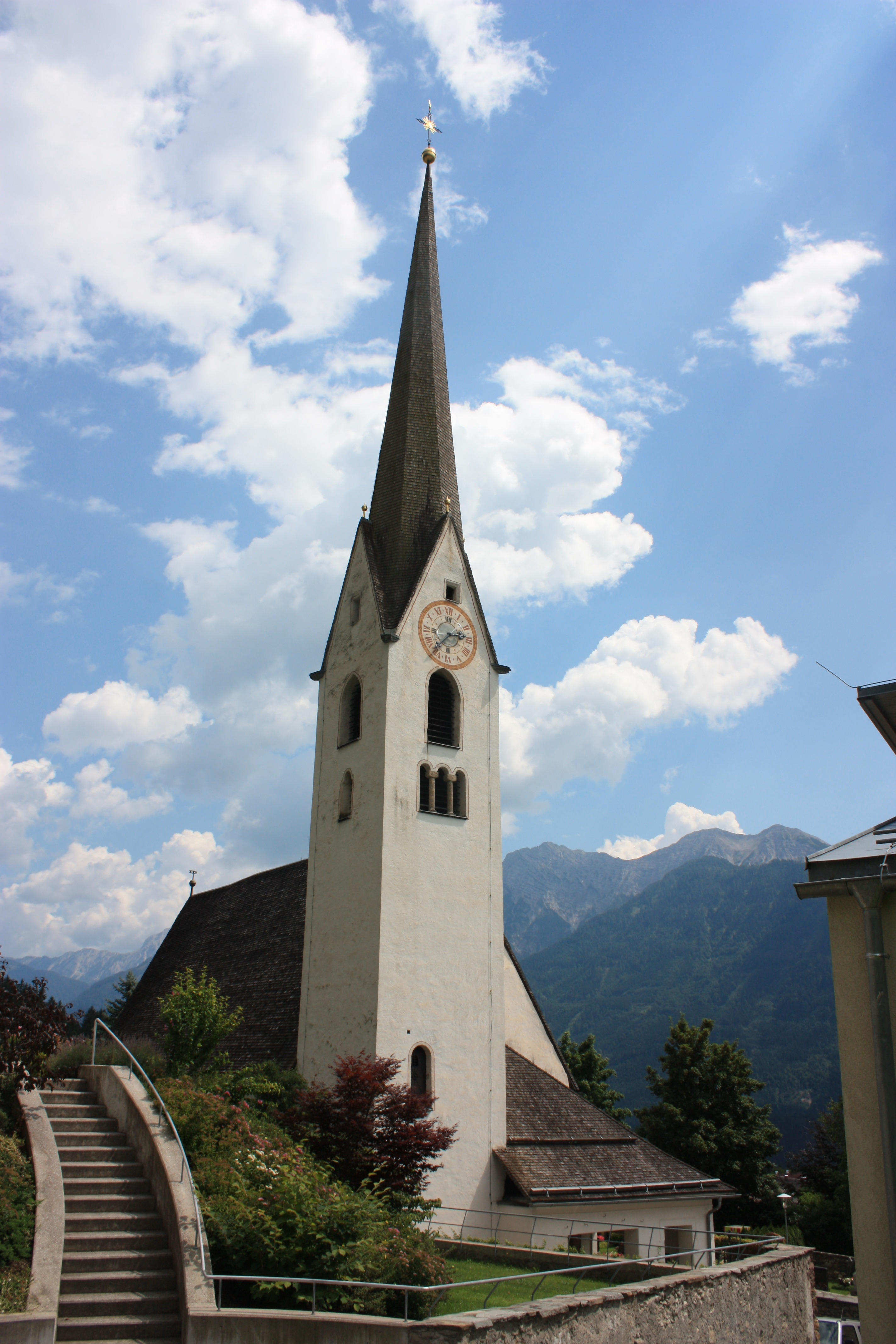
Az irscheni plébániatemplom

Irschen Karintia nyugati részén fekszik, a Dráva-völgy felső szakaszán. Északról a Kreuzeck-csoport, délről a Gailtali-Alpok hegységei fogják közre. Az önkormányzat 15 falut és településrészt fog össze: Glanz (96 lakos), Griebitsch (43), Gröfelhof (289), Hintergassen (72), Irschen (433), Leppen (43), Mötschlach (75), Pflügen (13), Pölland (91), Potschling (50), Rittersdorf (189), Schörstadt (86), Simmerlach (388), Stresweg (111), Weneberg (39).
A környező települések: keletre Dellach im Drautal, nyugatra Oberdrauburg.

## Története
A község területe már régóta lakott, erről tanúskodnak az itt talált kőbalták és Hallstatt-korabeli bronztárgyak. A régészek egy 4-7. század közötti település nyomaira is bukkantak, amely eredetileg talán a kelta Idunum lehetett. 
Irschen első írásos említése 805-810 körülről származik Ursen formában. Templomát ekkor alapította I. Ursus aquileiai pátriárka (a falu feltehetően nem róla, hanem egy bizonyos "dux Ursusról" kapta a nevét, aki az osztrogót időkben Noricum provincia parancsnoka volt). 1081-86-ban említés történik az urseni várról is, amely a Dráva völgyében húzódó útvonalat ellenőrizte. Miután a görzi grófok megszerezték a környék birtokait, a szomszédos Oberdrauburgban építettek várat, az urseni erőd elveszítette jelentőségét és fokozatosan romba dőlt. A középkor során a helyi gazdaság egyik alappillére a bányászat - különösen az aranybányászat - volt.
Az önkormányzat 1850-ben jött létre. 1923-ban a szomszédos Pflüglt Irschenhez csatolták. A turizmus már a 19. század közepén megindult és ma a község lakóinak egyik legfontosabb jövedelemforrása, a turisták évente mintegy 55 ezer vendégéjszakát töltenek itt. 

## Lakosság
Az irscheni önkormányzat területén 2016 januárjában 1999 fő élt, ami visszaesést jelent a 2001-es 2080 lakoshoz képest. Akkor a helybeliek 98,4%-a volt osztrák állampolgár. 97%-uk katolikusnak, 1,4% evangélikusnak, 0,5% felekezeten kívülinek vallotta magát.

## Látnivalók
- az irscheni Szt. Dionüsziosz-plébániatemplom
- a rittersdorfi Szt. András-templom
- a streswegi Szt. János-templom

## Híres irscheniek
- Dominic Hassler (1981-) labdarúgó
- Selina Heregger (1977-) alpesi síző
- Gerhard Oberschlick (1942-) publicista

## Fordítás
- Ez a szócikk részben vagy egészben  az   Irschen című német Wikipédia-szócikk ezen változatának fordításán alapul.  Az eredeti cikk szerkesztőit annak laptörténete sorolja fel. Ez a jelzés csupán a megfogalmazás eredetét és a szerzői jogokat jelzi, nem szolgál a cikkben szereplő információk forrásmegjelöléseként.